# Диарея путешественников
Диаре́я путешественников — наиболее частое заболевание лиц, путешествующих в другие, непривычные страны или климатические зоны. Представляет собой полиэтиологический клинический синдром. Основным критерием заболевания является неоформленный стул более трёх раз в сутки, часто сопровождающийся спастическими болями в животе, тошнотой, метеоризмом и мигренями.

## Причины
Может возникать у 20—50 % путешествующих между странами, часто в течение первой недели. 
Причинами развития диареи путешественников является употребление загрязнённой пищи, неочищённой питьевой воды, продуктов питания или контакта с грязными руками инфицированного человека. Диарею путешественников могут вызывать некоторые виды вирусов, бактерий и паразитов. Среди вирусных патогенов чаще всего встречаются норовирусы, ротавирусы и аденовирусы и составляют 2-27% всех диарейных заболеваний путешественников.
Среди паразитов встречается множество патогенов, вызывающие 10-13% случаев диареи путешественников, но главным по частоте регистрации является лямблиоз. Из-за относительно продолжительного инкубационного периода симптомы заболевания могут не проявляться до возвращения путешественника домой.
Безусловными лидерами среди этиологических факторов, приводящими к развитию от 30 до 50% всех случаев диареи путешественников, считают энтеротоксигенную кишечную палочку. Заражение этими микроорганизмами приводит к развитию относительно лёгких, не требующих специфического лечения симптомов длительностью от 2 до 5 дней. Менее распространённые, но потенциально более опасные бактериальные патогены, включают виды Campylobacter jejuni, реже — шигелла, сальмонелла.
Больший риск возникновения имеют путешествующие в Азию, Африку, Латинскую Америку, на Ближний Восток; молодые путешественники, люди с иммуносупрессией, воспалительными заболеваниями желудочно-кишечного тракта, диабетом, принимающие H2-блокаторы или антациды .
По мнению Алексея Яковлева, причиной диареи путешественников могут быть: появление новых для организма штаммов кишечной палочки, вирусное заражение, употребление большого количества фруктов, богатых клетчаткой.

## Течение болезни
Диарея путешественников обычно развивается остро в течение первой недели пребывания за рубежом, но может появиться и вскоре после возвращения домой. Для этого заболевания характерен жидкий или водянистый стул, не менее 3 раз в сутки, обычно от 4 до 5 раз. У некоторых больных может сопровождаться схваткообразными болями в животе, тошнотой, вздутием живота, тенезмами, лихорадкой и слабостью. В некоторых случаях в стуле может быть примесь крови.
В течение одной поездки могут отмечать один или несколько эпизодов диареи путешественников.

## Осложнения
Несмотря на то, что диарея путешественников протекает чаще в лёгкой форме, в настоящее время получены определённые данные, указывающие на связь между перенесённой диареей путешественников и развитием тяжёлых осложнений, таких как:
- Сепсис, инфекционно-токсический шок (генерализация инфекции с поражением жизненно важных органов);
- Гемолитико-уремический синдром (состояние, связанное с нарушением работы органов, главным образом, почек);
- Постинфекционный синдром раздраженного кишечника (функциональное заболевание, появляющееся после перенесённой кишечной инфекции, характеризующееся дискомфортом и болью в животе, вздутием, неустойчивостью стула);
- Реактивный артрит (синдром Рейтера — артрит, ассоциируемый с уретритом и конъюнктивитом. Поражаются в основном крупные суставы нижних конечностей, реже возможно поражение одного сустава);
- Антибиотик-ассоциированная диарея (это дисбактериоз, развившийся в результате применения антибиотиков);
- Синдром Гийена-Барре (приобретённая воспалительная полинейропатия, возникает в результате аутоиммунного поражения периферических нервов, чаще всего связано с перенесённым кампилобактериозом. Риск развития синдрома Гийена-Барре может составлять 1 на 1000 случаев кампилобактериоза).

## Лечение
Как правило, заболевание самостоятельно проходит в течение 3—4 дней. Вместе с тем у некоторых больных диареей путешественников может продолжаться более недели, иногда в течение 1—3 мес.
Всемирная организация здравоохранения при очень частом стуле и невозможности обратиться к врачу рекомендует приём ципрофлоксацина в течение трёх суток: по 500 мг два раза в сутки взрослым и по 15 мг/кг два раза в сутки детям. В то же время приём средств, уменьшающих частоту дефекаций, может привести к тяжёлым последствиям, таким как непроходимость кишечника.
Разрешается лечение антибиотиком рифамицином — препаратом, относящимся к классу антибактериальных препаратов ансамицинов. Эффективность лекарственного средства была показана в рандомизированном плацебо-контролируемом клиническом исследовании среди 264 взрослых пациентов, столкнувшихся с диареей путешественников во время поездки в Гватемалу и Мексику.
Другие препараты: рифаксимин.
Ещё один вариант, который можно рассматривать как лечение диареи путешественников, — это энтеросорбенты, механизм действия которых заключается в удалении бактериальных токсинов и вирусных частиц из кишечника, а затем они полностью выводятся со стулом. С ростом опасений инфицирования бактериями с множественной лекарственной устойчивостью и рутинным использованием антибиотиков, энтеросорбенты представляют собой безопасный вариант лечения как для детей, так и для взрослых. Показано, что полиметилсилоксана полигидрат, доступный в качестве безрецептурного средства в форме безвкусного геля, адсорбирует бактериальные токсины Shigella, E.coli и C.difficile (известные причины диареи путешественников). Клинически доказано, что он сокращает продолжительность всех типов диареи не только у путешественников, и является безопасным средством для детей от 0+ лет. 

## Профилактика
Рекомендации по предотвращению заболевания включают употребление в пищу только хорошо вымытых и приготовленных продуктов, питьё бутилированной воды, мытьё рук.
Во время путешествий по районам с плохими санитарными условиями можно заразиться диареей путешественников в следующих случаях:
- Употребление не кипячёной воды;
- Употребление сырых овощей и фруктов, которые моют с использованием загрязнённой воды;
- Чистка зубов загрязнённой водой;
- Использование льда с загрязнённой водой в напитках, или питьё разбавленных соков и коктейлей;
- Употребление заражённых молочных продуктов, мяса и морепродуктов, прошедших недостаточную термическую обработку, уличную еду.

По возможности следует избегать употребления этих продуктов питания и напитков. Путешественнику следует есть горячую, тщательно приготовленную пищу; фрукты, которые можно очистить от кожуры; пить газированные напитки (слабая газация подавляет рост бактерий); пить кофе, чай и воду, которая точно прошла очистку.
Вакцинопрофилактика холеры[уточнить], хотя и эффективна против холеры, но не даёт гарантий от диареи путешественников. 
Необходимость госпитализации составляет 3 %. 